# خسرو عبدالله‌زاده
خسرو عبدالله‌زاده، مدیرکل پیشین سازمان تربیت بدنی (اداره کل ورزش و جوانان) استان آذربایجان غربی و مدیرعامل پیشین باشگاه تراکتورسازی تبریز. و معاون بازرگانی سابق باشگاه تراکتورسازی تبریز  است. وی بعد از ۹ سال حضور در سمت مدیرکلی تربیت بدنی استان آذربایجان غربی و حضور موفق والیبال و فوتبال و دیگر رشته‌های استان آذربایجان غربی و اورمیه در سطح کشور در دوره حضور وی، پس از استعفای مرحوم داریوش سرخوش به مدت دو فصل به مدیرعاملی باشگاه فوتبال تراکتورسازی تبریز منصوب شد. بعد از این دو فصل، به ترتیب مرحوم اکبر گهرخانی، اکبر فیاض و کریم ملاحی به مدت سه فصل مدیریت عامل باشگاه تراکتورسازی تبریز را در دست گرفتند و پس از آنها، مجدادا خسرو عبداله زاده به سمت قبلی و مدیریت باشگاه برگشت. در این سال‌ها او با بها دادن به بازیکنان و مربیان بومی و جوان‌ها  و با توجه به سرمایه گذاری اندک شرکت تراکتورسازی ایران توانست فوتبالیست‌های زیادی از تیم‌های پایه به تیم بزرگسالان تحویل دهد.

## زندگی‌نامه
خسرو عبدالله‌زاده متولد مرداد ماه ۱۳۳۵، در شهرستان میاندوآب است.
وی لیسانس مدیریت خود را از دانشگاه ارومیه گرفته‌است.
رشته ورزشی نخصصی : قهرمان و داور بین‌المللی کشتی و بسکتبال

## سوابق مدیریتی
- کارشناس تربیت بدنی شهرستان میاندوآب از 60/1/5 لغایت 61/2/15
- رئیس تربیت بدنی شهرستان میاندوآب از 61/2/15 لغایت 63/5/15
- کارشناس اداره کل تربیت بدنی استان آذربایجان غربی از 63/5/15 لغایت 64/5/20
- معاون ورزشی اداره کل تربیت بدنی استان آذربایجان غربی از 64/5/15 لغایت 65/5/15
- مدیرکل تربیت بدنی (اداره کل ورزش و جوانان) استان آذربایجان غربی از 65/5/15 لغایت 71/10/5
- رئیس هیت فوتبال استان آذربایجان غربی به مدت 2 سال
- رئیس هیت والیبال استان آذربایجان غربی به مدت 3 سال
- رئیس هیت کشتی استان آذربایجان غربی به مدت 2 سال
- مدیرعامل شرکت حمل و نقل بین‌المللی گندم و آرد تبریز به مدت ۵ سال (شرکت خلیج فارس کنونی)
- مدیرعامل باشگاه فوتبال تراکتورسازی تبریز در 3 فصل 81 - 82 و 82 - 83 و همچنین 86 - 87
- قائم مقام باشگاه فوتبال تراکتورسازی تبریز در فصل 87 - 88 و 88 - 89
- عضو هیئت مدیره موظف باشگاه فوتبال تراکتورسازی تبریز
- معاون بازرگانی باشگاه فوتبال تراکتورسازی تبریز در فصل 92 - 93